# Удружење ратних добровољаца 1912—1918. њихових потомака и поштовалаца
Удружење ратних добровољаца 1912−1918 њихових потомака и поштовалаца или само Удружење ратних добровољаца 1912−1918 (енгл. Association of War Volunteers 1912−1918 their descendants and admirers, рус. Aссоциация доброволь войны 1912−1918 г их потомков и почитателей) је удружење грађана које окупља потомке и поштоваоце српских ратних добровољаца из Балканских ратова и Првог светског рата.
Удружење је настављач традиције Савеза добровољаца Краљевине Србије, који је основан 16. септембра 1903. године, као и његових правних наследника кроз различите државне системе.

## Историјат

### Називи
- Савез добровољаца Краљевине Србије (1903−1915);
- Савез ратних добровољаца 1912−1918 Краљевине Југославије (1918−1947);
- Удружење добровољаца 1912−1918. године (1969-1990)
- Удружење ратних добровољаца 1912−1918. њихових потомака и поштовалаца (1990−)

### Оснивање
Савез добровољаца Краљевине Србије је основан 2/16. септембра 1903. године у Београду. Главни задатак Савеза је био да организује помоћ за добровољце, као и породице погинулих добровољаца. Тада је Савез окупљао добровољце из Српско-турских ратова 1876−1878 и Херцеговачког устанка 1875. године.
Како је међу српским добровољцима у Херцеговачком устанку био и краљ Петар I Карађорђевић, њему је уручена чланска карта са редним бројем 1.
У току Балканских ратова и Првог светског рата, Савез је организовао добровољце за борбу у српској војсци. Након тројне инвазије и окупације Србије 1915. године, Савез добровољаца је забрањен и фактички престао са радом.

### Савез ратних добровољаца 1912−1918 Краљевине Југославије
По завршетку Првог светског рата, обновљен је рад Савеза под именом: Савез ратних добровољаца 1912−1918 Краљевине Југославије. Његов председник је био капетан Лујо Ловрић, Хрват са Сушака који се као добровољац борио у Српској добровољачкој дивизији. Рањен је септембра 1916. године на Добруџи и остао слеп, али је свој каснији живот посветио учешћу у пружању помоћи српским ратним инвалидима, добровољцима и ветеранима.
Савез је подстицао доношење Закона о ратним добровољцима. Такође, организовао је помоћ породицама ратних добровољаца и инвалидима.
Поново је престао са радом услед окупације 1941. године. Наставак рада Савеза након рата је био краткотрајан почев од 1944. године, да би био спречен од стране нових комунистичких власти, те је одлуком о забрани рада из јуна 1947. године, Савезу конфискована сва имовина, док је архива Савеза потпуно уништена. Сличне добровољачке организације у Хрватској и Словенији су несметано наставиле са радом, а одлука о забрани Савеза је наводно дошла директно од Александра Ранковића.

### Удружење добровољаца 1912−1918. године
Рад организације је обновљен на Видовдан 1969. године. Тада је основано Удружење добровољаца 1912-1918. године, уз ангажовање Бранка Пешића, тадашњег председника Скупштине града Београда (градоначелника). За председника је изабран проф. др Радивој Кашанин, редовни члан Српске академије наука, који је мобилисан у аустроугарску војску 1915. године и упућен на фронт у Галицији, али се наредне године предао руској царској војсци и постао потпоручник Првог пешадијског пука са којим се борио у Добруџи и на Солунском фронту.
Тадашњи примарни задатак удружења јесте био да окупи још живе добровољце, како би од њих прикупили што више информација о њиховим ратним искуствима, именима погинулих добровољаца, али и евентуалној помоћи преживелима у складу са скромним могућностима.

### Удружење ратних добровољаца 1912−1918 њихових потомака и поштовалаца
Удружење ратних добровољаца 1912−1918 њихових потомака и поштовалаца је коначно основано у септембру 1990. године у Београду. Нови назив удружења је омогућио да се његов рад настави и по смрти последњег добровољца, односно да са делатношћу продуже њихови потомци и поштоваоци.
Нови председник Удружења је постао Петар Јовић, један од малобројних тада живих добровољаца.
Од тада, Удружење се има богату издавачку делатност, организује изложбе посвећене добровољцима... По доношењу Закона о враћању одузете имовине и обештећењу 2011. године, Удружење је помагало потомцима ратних добровољаца да остваре права на земљу коју им је доделила држава после рата, а коју су одузеле комунистичке власти.

## Добровољачки гласник
Удружење издаје часопис Добровољачки гласник од 1928. године. Након више прекида излажења часописа, он је обновљен 1990. године.

## Председници
| Фотографија | Име и презиме               |
| ----------- | --------------------------- |
|             | мајор Симо Јасика           |
|             | капетан Лујо Ловрић         |
|             | Петар Јовић                 |
|             | академик др Радивој Кашанин |
|             | др Видоје Голубовић         |
|             | пуковник Бранко Миловановић |